# Гитлер, Семён Константинович
Семён Константи́нович Ги́тлер (3 марта 1922, Оринин, Каменец-Подольский уезд, Подольская губерния, Украинская ССР — 3 июля 1942, Севастополь, Крымская АССР, РСФСР, СССР) — красноармеец, участник Великой Отечественной войны, член ВЛКСМ, награждённый медалью «За отвагу» (10 сентября 1941). Из-за фамилии в бумагах за заслуги писали «Гитлёв».

## Биография
Родился 3 марта 1922 года в городе Оринин (ныне Хмельницкая область, Украина) в еврейской семье. Член ВЛКСМ, в Красной Армии с 1940 года.

Призван Орининским районным военкоматом на фронт. Участник обороны Одессы, был наводчиком станкового пулемёта 73-го отдельного пулемётного батальона Тираспольского укрепрайона (73 ОПБ ТиУР). 9 сентября 1941 года был награждён медалью «За отвагу», В представлении к награждению отмечено: 
Будучи наводчиком станкового пулемёта, товарищ Гитлер за 8 суток непрерывного боя метким огнём своего пулемёта уничтожил сотни солдат противника. При наступлении на высоту 174.5 Гитлер огнём станкового пулемёта поддерживал наступление стрелкового взвода. Однако противник, зайдя с тыла, окружил взвод и рассеял его. В это время товарищ Гитлер, оставшись один и будучи уже раненым, не растерялся и продолжал вести огонь пока не израсходовал все патроны. Затем оставил позицию и скрытно полз по территории, занятой врагом, более 10 километров. Вместе с пулемётом возвратился в часть.
3 июля 1942 года Семён Константинович погиб в боях за Севастополь.
С подачи семьи стала популярной легенда следующего содержания: комендант Оринина обнаружил семью Гитлер, однако, проверив их документы, побоялся отправлять в гетто семью, носящую фамилию фюрера.

## Память
7 мая 2025 в Приднестровье в память о бойце Семёне Гитлере была открыта мемориальная доска. На церемонии, которая состоялась на взорванной во время Великой Отечественной войны долговременной огневой точке Тираспольского укрепрайона, принимали участие воспитанники местной суворовской школы.